# Kari Wahlgren

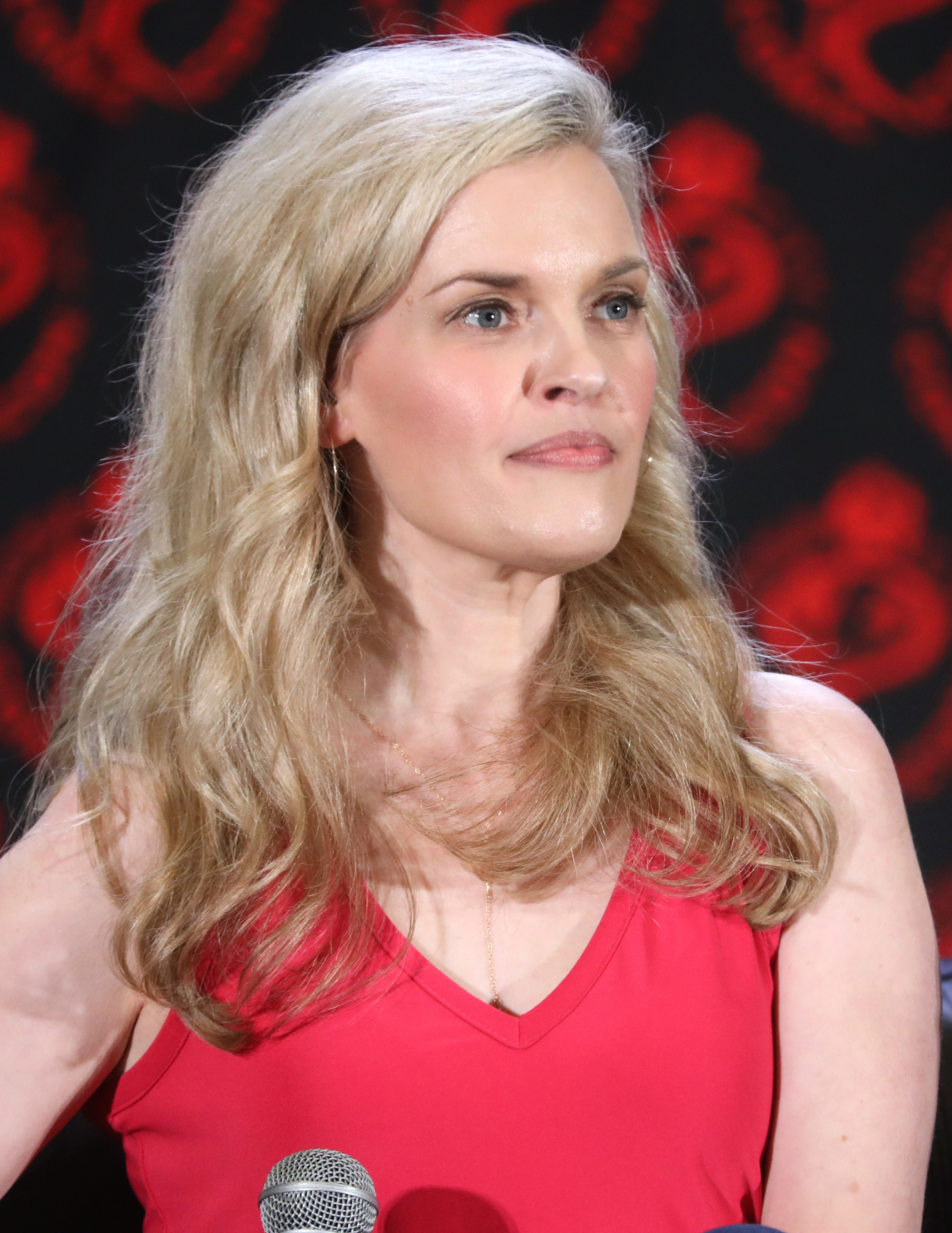
Kari Wahlgren (2024)

Kari K. Wahlgren, Pseudonym Kay Jensen (* 13. Juli 1977 in Hoisington, Kansas) ist eine US-amerikanische Synchronsprecherin, die schon viele Anime und Videospiele auf Englisch synchronisierte.

## Leben
Wahlgren studierte an der University of Kansas in Lawrence. Sie ist seit den 1990er Jahren als Synchronsprecherin aktiv und wirkte als solche an mehr als 600 Produktionen mit.

## Filmografie

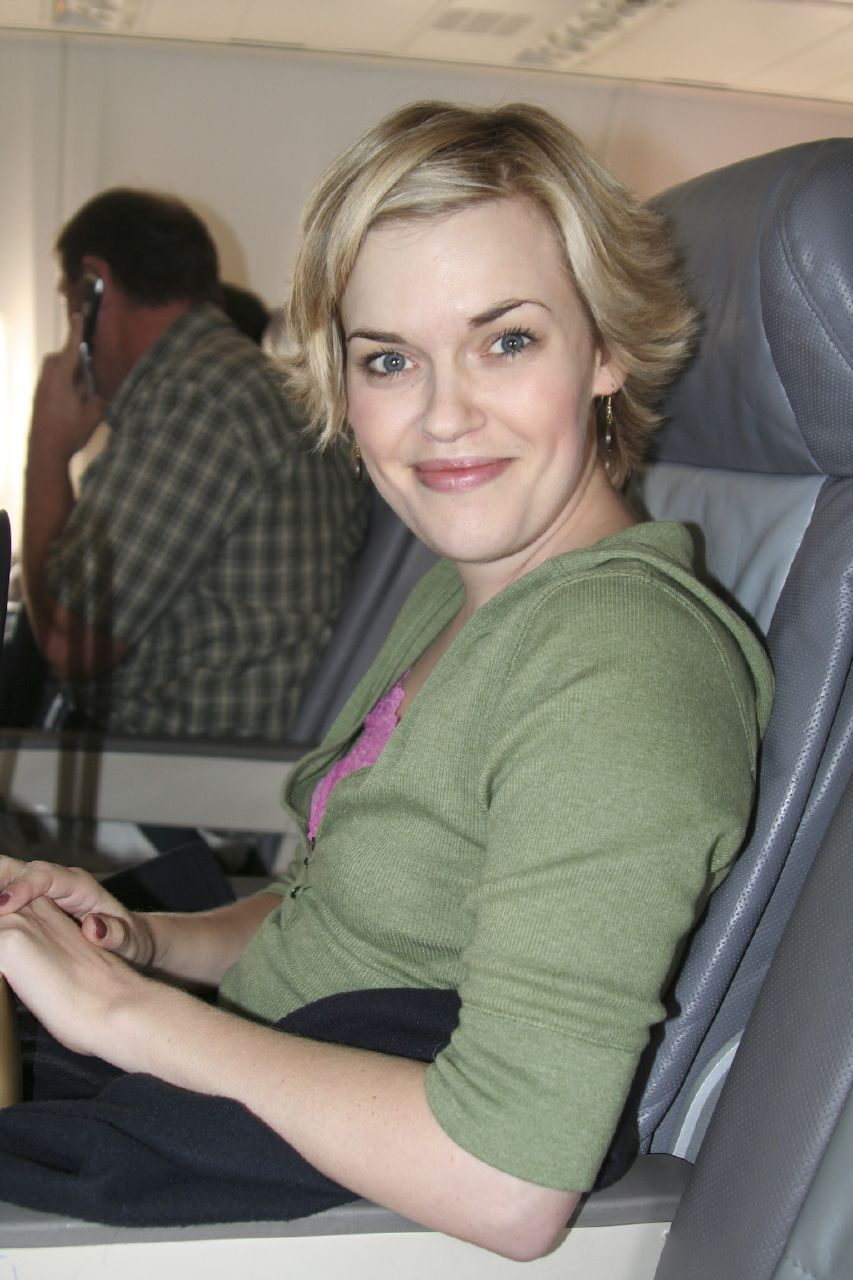
Kari Wahlgren (2007)

### Zeichentrick
- Wolverine and the X-Men – Emma Frost, Dr. Sybil Zane, Christy Nord
- American Dragon: Jake Long – Silver
- Ben 10
- The Grim Adventures of Billy and Mandy – Hariel/Kind
- Kim Possible – (Episode Stop Team Go)
- Tak und die Macht des Juju – Jeera
- Phineas und Ferb – Suzy Johnson
- Rick and Morty – Jessica
- Niko and the Sword of Light – Lyra
- Bunsen ist ein Biest – Amanda Killman
- Disney Amphibia – Martha
- Carmen Sandiego – Tigress
- Star Trek: Lower Decks – verschiedene Rollen
- Ice Age: Scrats Abenteuer – Baby Scrat
- What If…? – Melina Vostokoff & Carina
- Der freundliche Spider-Man aus der Nachbarschaft – Tante May Parker

### Videospiele
- .hack//G.U. vol. 1//Rebirth – Shino, Kaede
- .hack//G.U. vol. 2//Reminisce – Shino, Kaede
- .hack//G.U. vol. 3//Redemption – Shino, Kaede
- Devil May Cry 3 – Lady (Mary)
- Devil May Cry 4 – Lady (Mary)
- Dirge of Cerberus – Final Fantasy VII – Shelke Rui
- Final Fantasy XII – Ashelia B'nargin Dalmasca
- Final Fantasy Tactics: The War of the Lions – Ovelia Atkascha
- 007 – Liebesgrüße aus Moskau – Tatiana Romanova
- Guild Wars Nightfall – Tahlkora
- Guild Wars: Eye of the North – Gwen
- Guild Wars 2 – Caithe
- Haunted Apiary – Janissary James
- The Elder Scrolls V: Skyrim Vex
- Jeanne d’Arc – Jeanne d’Arc
- Kid Icarus: Uprising – Gaol, Phosphora
- Metal Gear Solid: Portable Ops – Teliko Friedman
- Mortal Kombat 11 – Mileena
- Rogue Galaxy – Lilika
- Soulcalibur III – Setsuka
- Spider-Man 3 – Mary-Jane Watson
- Star Ocean: Till the End of Time – Mirage Koas
- Star Wars: The Old Republic – Weibliche Jedi-Ritterin
- Star Wars Episode III: Revenge of the Sith – Serra Keto
- SWAT 4: Special Weapons and Tactics
- Xenosaga Episode I – Febronia, Pellegri
- Xenosaga Episode II – Febronia, Pellegri
- Xenosaga Episode III – Febronia, Pellegri
- Tales of Symphonia – Raine Sage
- The Saboteur – Skylar

### Anime (Auswahl)

#### Rollen unter dem NamenKari Wahlgren
- Blood+ – Saya Otonashi, Diva
- Cardcaptor Sakura – Sakura Kinomoto
- Eureka Seven – Anemone
- FLCL – Haruhara Haruko
- Immortal Grand Prix – Michiru Satomi, Luca
- Last Exile – Lavie Head
- Lucky ☆ Star – Kagami Hiiragi
- Mars Daybreak – Rosetta
- The Melancholy of Haruhi Suzumiya – Tsuruya, Kyons Schwester
- Naruto – Mikoto Uchiha, Tayuya
- Naruto the Movie: Ninja Clash in the Land of Snow – Koyuki Kazehana/Yukie Fujikaze
- Rave Master – Remi
- Robotech: The Shadow Chronicles – Ariel
- Samurai Champloo – Fuu
- Scrapped Princess – Pacifica Casull
- Steamboy – Scarlett O’Hara
- Witch Hunter Robin – Robin Sena
- Wolf’s Rain – Cher Degre
- Zatch Bell!
- Shadow Hearts Covenant – Karin König

#### Rollen unter dem NamenKay Jensen
- Ai Yori Aoshi and Ai Yori Aoshi Enishi – Chika Minazuki
- Angel Tales – Momo the Monkey
- Chobits – Yumi Ueda
- Figure 17 – Tsubasa Shiina
- Gatekeepers 21 – Miu Manazuru
- Gungrave – Mika Asagi
- Heat Guy J – Kyoko Milchan; Prinzessin
- Someday’s Dreamers – Yume Kikuchi